# Rio Cururu (vattendrag i Brasilien, Pará, lat -7,23, long -58,13)
Rio Cururu är ett vattendrag i Brasilien.   Det ligger i delstaten Pará, i den centrala delen av landet, 1 500 km nordväst om huvudstaden Brasília.
I omgivningarna runt Rio Cururu växer i huvudsak städsegrön lövskog. Trakten runt Rio Cururu är nära nog obefolkad, med mindre än två invånare per kvadratkilometer.